# Maryam Zaree

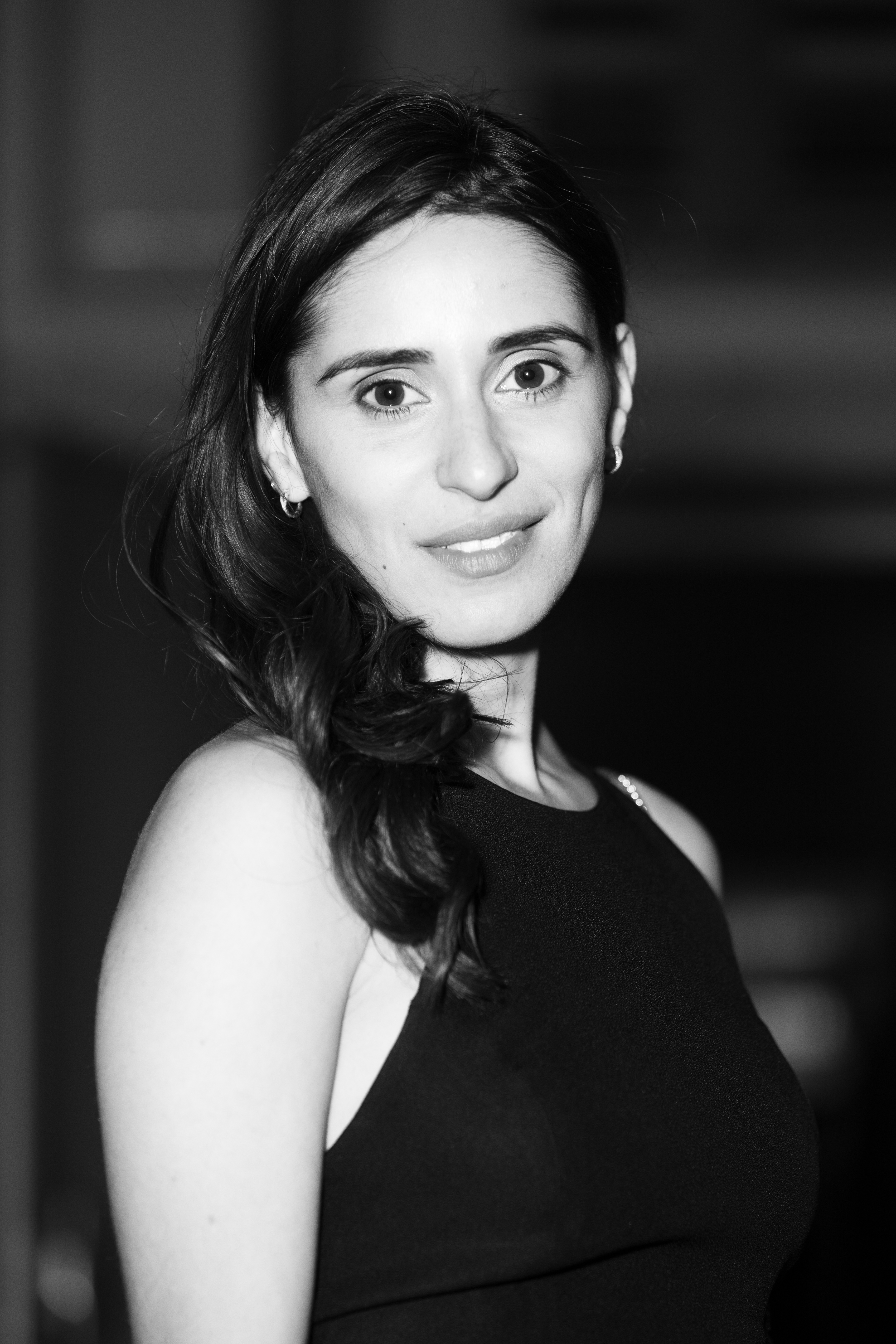
Maryam Zaree, 2019

Maryam Zaree (persisch مریم زارع; * 22. Juli 1983 in Teheran, Iran) ist eine deutsche Schauspielerin, Filmemacherin und Autorin. Sie trat in verschiedenen europäischen Filmproduktionen auf und wurde für Hauptrollen in Filmen wie Shahada und ihre preisgekrönte Leistung in der Serie 4 Blocks bekannt, wofür sie 2018 den Grimme-Preis erhielt. Sie debütierte als Regisseurin mit dem Dokumentarfilm Born in Evin über ihre Geburt im Evin-Gefängnis, der 2020 den Deutschen Filmpreis als bester Dokumentarfilm gewann.

## Leben
Maryam Zaree wurde im Evin-Gefängnis in der iranischen Hauptstadt Teheran geboren. 1985 flüchtete ihre Mutter, die als Frankfurter Bürgermeisterin (und vorübergehend kommissarisch als Oberbürgermeisterin) tätige Nargess Eskandari-Grünberg, mit ihr wegen politischer Verfolgung nach Deutschland. Ab ihrem zweiten Lebensjahr wuchs sie in Frankfurt am Main auf. Ihr Schauspielstudium absolvierte sie von 2004 bis 2008 in Potsdam an der staatlichen Hochschule für Film und Fernsehen „Konrad Wolf“ in der Medienstadt Babelsberg.  Während der Ausbildung wirkte sie in einigen Film- und Fernsehproduktionen mit.
Bekannt wurde Zaree durch die Hauptrolle Maryam im Kinofilm Shahada. Er lief im offiziellen Wettbewerb der Internationalen Filmfestspiele Berlin 2010 und wurde in Deutschland sowie auf verschiedenen internationalen Festivals prämiert (darunter Hessischer Filmpreis, Studio Hamburg Nachwuchspreis, Gold Hugo auf dem Chicago International Film Festival). Zaree wurde für ihre Darstellung mehrfach ausgezeichnet, so erhielt sie den Preis für die Best Leading Performance bei dem Monterrey-Filmfestival in Mexiko sowie eine Besondere Erwähnung ihrer schauspielerischen Leistung beim 37. Internationalen Filmfestival in Gent.

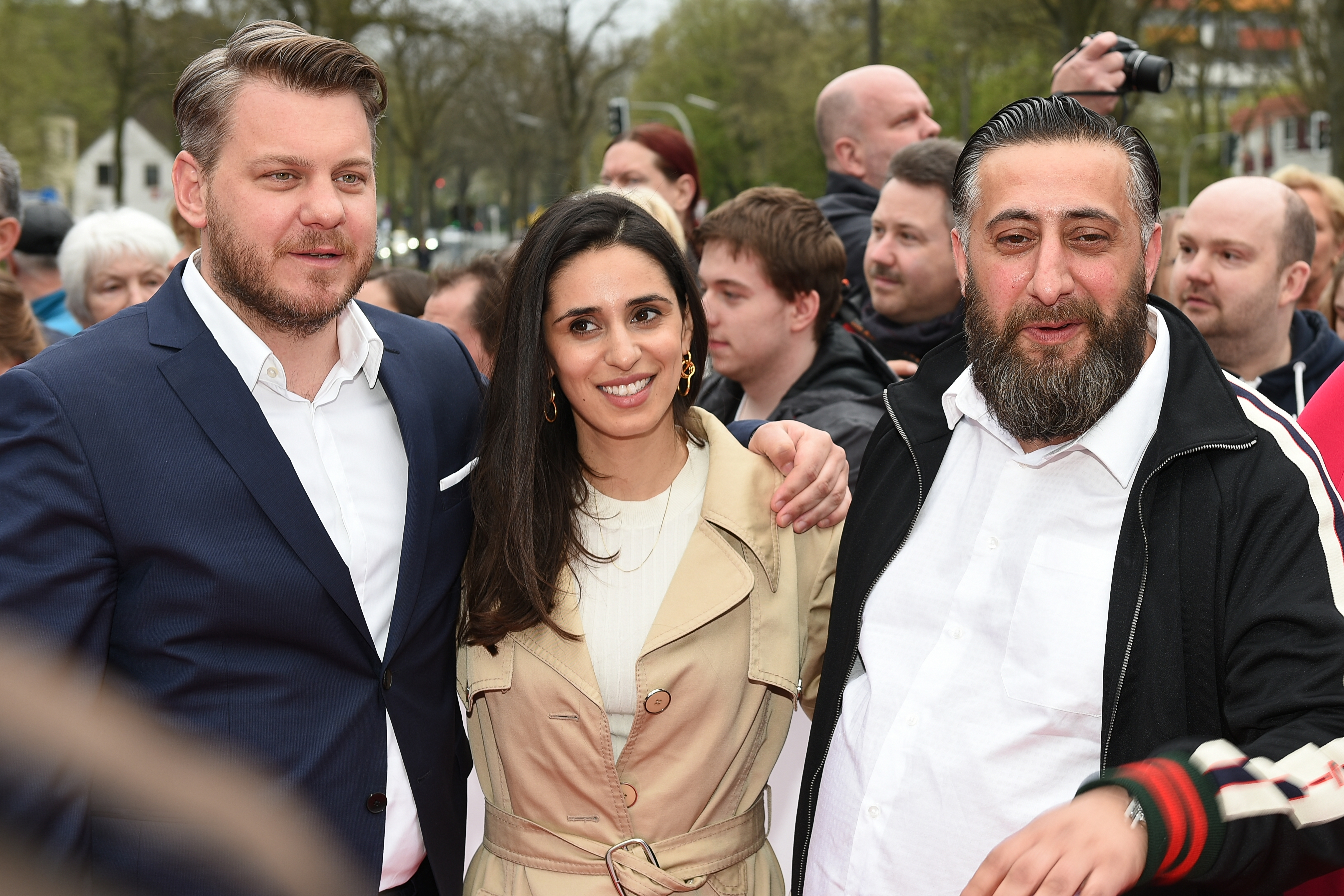
Maryam Zaree mit Marvin Kren und Kida Khodr Ramadan, Verleihung des Grimme-Preises 2018 für 4 Blocks

Sie spielte Hauptrollen in Kinofilmen wie Abgebrannt und Marry Me. 2012 war sie in einer Doppelrolle in der türkisch-französisch-griechischen Koproduktion I am not him von Tayfun Pirselimoglu zu sehen. Der Film feierte seine Weltpremiere auf dem Filmfestival in Rom und wurde als „Bester Film“ beim International Istanbul Film Festival ausgezeichnet. In den letzten Jahren tritt sie immer häufiger in europäischen Filmen auf, u. a. in einer Hauptrolle in der französisch-belgischen Kinoproduktion Le Chant des Hommes. Im deutschen Fernsehen war sie von 2015 bis 2019 als Gerichtsmedizinerin Nasrin Reza im Berliner Tatort um das Ermittlerteam Rubin und Karow zu sehen. In der Serie 4 Blocks spielt sie Khalila, eine der weiblichen Hauptrollen.
Zaree war Gastschauspielerin u. a. am Schauspielhaus Hannover sowie in Berlin am Maxim-Gorki-Theater, an der Schaubühne am Lehniner Platz und am Ballhaus Naunynstraße.
Sie arbeitet außerdem als Autorin und Regisseurin. Mit ihrem ersten Theaterstück Kluge Gefühle gewann sie den AutorenPreis des Heidelberger Stückemarkts 2017 und den Förderpreis des Schiller Gedächtnispreis 2019. Andrea Getto hat es 2019 für den Norddeutschen Rundfunk für eine Hörspielfassung bearbeitet.
2019 erhielt sie eine Autorenresidenz am Londoner Royal Court Theatre.
Mit Born in Evin, ihrem Debüt als Filmregisseurin 2019, kehrte Zaree zu ihrem Lebensanfang im Evin-Gefängnis zurück, wo Menschenrechtsverletzungen und Massaker an Oppositionellen stattgefunden haben. Der Film wurde 2019 auf der 69. Berlinale uraufgeführt und erhielt dort den Kompass-Perspektive-Preis als Bester Film. Er lief in über 40 Ländern und wurde vielfach ausgezeichnet. 2020 erhielt er den Deutschen Filmpreis als bester Dokumentarfilm. Im selben Jahr war Zaree bei der Berlinale Mitglied der Jury für den Amnesty International Filmpreis.

## Filmografie
- 2006: Sunny Hill (Kino, Regie: Luzius Rueedi)
- 2006: Tatort – Die Anwältin (TV-Reihe, Regie: Dieter Berner)
- 2006: Vögel ohne Beine (Regie: Burhan Qurbani)
- 2007: Mein Vogel fliegt schneller (Kino, Regie: Gülseli Bille Baur)
- 2008: Dr. Molly & Karl (TV, Regie: Franziska Meyer Price)
- 2008: Engel sucht Liebe (TV, Regie: Franziska Meyer Price)
- 2009: Bis an die Grenze (TV, Regie: Marcus O. Rosenmüller)
- 2009: Notruf Hafenkante: Knock-Out (TV, Regie: Oren Schmuckler)
- 2009: Shahada (Kino, Regie: Burhan Qurbani)
- 2010: SOKO Leipzig: Der Aufstand (TV, Regie: Maris Pfeiffer)
- 2010: Tatort – Der illegale Tod (TV, Regie: Florian Baxmeyer)
- 2011: Abgebrannt (Regie: Verena S. Freytag)
- 2012: Brüder (Kurzfilm, Regie: Türker Süer)
- 2012: Geisterfahrer (TV, Regie: Lars Becker)
- 2012: Tatort – Fette Hunde (TV, Regie: Andreas Kleinert)
- 2012: Tod einer Polizistin (TV, Regie: Matti Geschonneck)
- 2013: Longs Laden (Spielfilm, Regie: Andreas Scheffer)
- 2013: I’m not him (Spielfilm, Regie: Tayfun Pirselimoglu)
- 2013: Unter Feinden (TV, Regie: Lars Becker)
- 2013: Tatort – Happy Birthday, Sarah (TV, Regie: Oliver Kienle)
- 2013: Willkommen bei Habib (Regie: Michael Baumann)
- 2014: Über-Ich und Du (Spielfilm, Regie: Benjamin Heisenberg)
- 2014: Le Chant des Hommes (Spielfilm, Regie: Bénédicte Liènard und Mary Jimenez)
- 2014: Welcome to Iceland (Spielfilm, Regie: Felix Tissi)
- 2015–2019: Tatort → siehe Rubin und Karow
  - 2015: Das Muli
  - 2015: Ätzend
  - 2016: Dunkelfeld
  - 2017: Amour Fou
  - 2017: Dein Name sei Harbinger
  - 2018: Tiere der Großstadt
  - 2019: Der gute Weg
- 2015: Marry Me – Aber bitte auf Indisch (Kino, Regie: Neelesha Barthel)
- 2017: Tatort – Land in dieser Zeit (TV, Regie: Markus Imboden)
- 2017–2019: 4 Blocks (TV)
- 2018: Transit (Regie: Christian Petzold)
- 2018: Polizeiruf 110: Tatorte (Regie: Christian Petzold)
- 2019: Born in Evin (Regie und Drehbuch; Dokumentarfilm)
- 2019: Systemsprenger (Regie: Nora Fingscheidt)
- 2019: Weitermachen Sanssouci (Regie: Max Linz)
- 2019: Leif in concert – Vol.2 (Regie: Christian Klandt)
- 2020: Undine (Regie: Christian Petzold)
- 2020: Futur Drei (Regie: Faraz Shariat)
- 2020: Tatort – Die Nacht gehört dir
- 2020: MaPa (Fernsehserie)
- 2020: Liebe. Jetzt! (Fernsehserie, Folgen Der Kuss und Die SMS)
- 2021: Legal Affairs (Fernsehserie, 8 Folgen)
- seit 2022: Doppelhaushälfte (Fernsehserie)
- 2022: Aus meiner Haut (Regie: Alex Schaad)
- 2022: King of Stonks (Netflix-Serie)
- 2023: Kein Wort
- 2024: A Better Place (Fernsehserie, Drehbuch)

## Theater
- 2008: Stormy Love in a Beatbox, Schauspielhaus Hannover (Regie: Volker Schmidt)
- 2009: Ritchy 3, Schauspielhaus Hannover (Regie: Volker Schmidt)
- 2009: Wilde Herzen, Treibstoff 09 Theatertage Basel (Regie: Michael Koch)
- 2011: The Day Before The Last Day, Schaubühne am Lehniner Platz (Regie: Yael Ronen)
- 2012: Beg Your Pardon, Ballhaus Naunynstraße
- 2016: Denial, Maxim-Gorki-Theater (Regie: Yael Ronen)

## Hörspiele
- 2014: Elodie Pascal: Blowback | Der Auftrag – Regie: Elisabeth Pulz (Hörspiel – DKultur)

## Auszeichnungen
- 37. Internationales Filmfestival Gent: Besondere Erwähnung für die schauspielerische Leistung in Shahada
- 2010: 6. Festival international de Cine de Monterrey: „Beste Schauspielerin“.[9] für ihre Rolle in Shahada
- 2017: AutorenPreis des Heidelberger Stückemarkts für ihr Stück Kluge Gefühle.
- 2018: Grimme-Preis 2018 für ihre schauspielerische Leistung in 4 Blocks
- 2019: Förderpreis zum Schiller-Gedächtnispreis[10]
- 2019: Kompass-Perspektive-Preis der Berlinale für den besten Film Born in Evin
- 2019: Cineuropa Audience Award for Best Feature Film für Born in Evin
- 2019: Fünf Seen Filmfestival – Auszeichnung mit dem Dokumentarfilmpreis für Born in Evin
- 2019: Hessischer Filmpreis – Auszeichnung mit dem Newcomerpreis für Born in Evin[11]
- 2020: Deutscher Filmpreis – Bester Dokumentarfilm für Born in Evin
- 2020: Deutscher Fairnesspreis der VERDI Filmunion für Born in Evin[12]